# Акимовка (Красногвардейский район)
Аки́мовка (до 1948 года Бек-Булатчи́; укр. Якимівка, крымскотат. Bek Bolatçı, Бек Болатчы) — исчезнувшее село в Красногвардейском районе Республики Крым, располагавшееся в центре района, в степной части Крыма, примерно в 2 км к северу от села Молочное или в 3 км южнее Ульяновки.

## История
Первое документальное упоминание села встречается в Камеральном Описании Крыма… 1784 года, судя по которому, в последний период Крымского ханства Булатчи входил в Ташлынский кадылык Акмечетского каймаканства.
После присоединения Крыма к России (8) 19 апреля 1783 года, (8) 19 февраля 1784 года, именным указом Екатерины II сенату, на территории бывшего Крымского Ханства была образована Таврическая область и деревня была приписана к Перекопскому уезду. После Павловских реформ, с 1796 по 1802 год, входила в Акмечетский уезд Новороссийской губернии. По новому административному делению, после создания 8 (20) октября 1802 года Таврической губернии, Бек-Булатчи был включён в состав Кокчора-Киятской волости Перекопского уезда.
По Ведомости о всех селениях в Перекопском уезде состоящих с показанием в которой волости сколько числом дворов и душ… от 21 октября 1805 года в деревне Бекболатча числилось 8 дворов и 59 жителей, исключительно крымских татар. На военно-топографической карте генерал-майора Мухина 1817 года деревня Бек булаче обозначена с 9 дворами. После реформы волостного деления 1829 года селение, согласно «Ведомости о казённых волостях Таврической губернии 1829 года», осталась в составе Кокчора-Киятской волости. На карте 1836 года в деревне 2 двора, а на карте 1842 года деревня обозначена условным знаком «малая деревня», менее 5 дворов. Во время Крымской войны 1854—1856 годов в деревне размещался госпиталь для раненых из Севастополя.
В 1860-х годах, после земской реформы Александра II, деревню включили в состав Айбарской волости. В «Списке населённых мест Таврической губернии по сведениям 1864 года», составленном по результатам VIII ревизии 1864 года, Бек-Булатчи — владельческая деревня с 2 дворами и 18 жителями и фруктовым садом при рекѣ Салгирѣ. По обследованиям профессора А. Н. Козловского начала 1860-х годов, вода в колодцах деревни была пресная, а их глубина составляла 10—15 саженей (21—32 м). Видимо, вследствие эмиграции крымских татар, особенно массовой после Крымской войны 1853—1856 годов, в Турцию, деревня опустела, и на трёхверстовой карте Шуберта 1865—1876 года на месте деревни обозначен хутор Петровского. Для полива сада владельцем имения Петровским на реке была устроена плотина длиной 140 саженей.
В 1880 году в бывшей деревне на 1000 десятин арендованной земли поселились немцы-меннониты (имение Шрёдера). В «Памятной книге Таврической губернии 1889 года» по результатам Х ревизии 1887 года уже записаны Бек-Булатчи уже Григорьевской волости, с 3 дворами и 16 жителями.
После земской реформы 1890 года отнесли к Тотанайской волости. Согласно «…Памятной книжке Таврической губернии на 1892 год», в селе Бек-Болатчи, приписанном только к волости, без сельского общества, был 51 житель в 6 домохозяйствах, а в экономии того же названия — 10 человек в 3 дворах. По «…Памятной книжке Таврической губернии на 1900 год» в деревне числилось 89 жителей в 12 дворах. В начале XX века вдоль реки, помимо садов, владельцем имения производились лесные насаждения, устроен второй пруд. По Статистическому справочнику Таврической губернии. Ч.II-я. Статистический очерк, выпуск пятый Перекопский уезд, 1915 год, в деревне Бек-Болатчи (В. П. Шредера) Тотанайской волости Перекопского уезда числилось 20 дворов (все дворы безземельные) с немецким населением в количестве 179 человек приписных жителей и 8 «посторонних», из которых 94 мужчины и 93 женщины. Жители землёй не владели, но за селением числилось 1850 десятин земли. В хозяйствах имелось 152 лошади, 75 коров и 126 голов мелкого скота.
После установления в Крыму Советской власти и учреждения 18 октября 1921 года Крымской АССР, в составе Джанкойского уезда был образован Курманский район, в состав которого включили село. В 1922 году уезды получили название округов. 11 октября 1923 года, согласно постановлению ВЦИК, в административное деление Крымской АССР были внесены изменения, в результате которых был ликвидирован Курманский район и село включили в состав Джанкойского. Согласно Списку населённых пунктов Крымской АССР по Всесоюзной переписи 17 декабря 1926 года, в селе Бек-Булатчи, Ново-Покровского сельсовета Джанкойского района, числилось 38 дворов, из них 36 крестьянских, население составляло 198 человек, все немцы, действовала немецкая школа. Постановлением Президиума КрымЦИКа «Об образовании новой административной территориальной сети Крымской АССР» от 26 января 1935 года был создан немецкий национальный (лишённый статуса национального постановлением Оргбюро ЦК КПСС от 20 февраля 1939 года) Тельманский район (с 14 декабря 1944 года — Красногвардейский) и село включили в его состав. Вскоре после начала Великой Отечественной войны, 18 августа 1941 года крымские немцы были выселены — сначала в Ставропольский край, а затем в Сибирь и северный Казахстан.
После освобождения Крыма от фашистов, 12 августа 1944 года было принято постановление № ГОКО-6372с «О переселении колхозников в районы Крыма» по которому в район из областей Украины и России переселялись семьи колхозников, а в начале 1950-х годов последовала вторая волна переселенцев из различных областей Украины. С 25 июня 1946 года селение в составе Крымской области РСФСР. Указом Президиума Верховного Совета РСФСР от 18 мая 1948 года Бек-Булатчи переименовали в Акимовку. 26 апреля 1954 года Крымская область была передана из состава РСФСР в состав УССР. Время включения в Даниловский сельсовет пока не установлено: на 15 июня 1960 года село уже числилось в его составе. Упразднено между 1 июня 1977 года (на эту дату село ещё числилось в составе совета) и 1985 годом (в перечнях административно-территориальных изменений после этой даты не упоминается).

### Динамика численности населения
| - 1805 год — 59 чел. - 1864 год — 18 чел. - 1889 год — 16 чел. - 1892 год — 61 чел. | - 1900 год — 89 чел. - 1915 год — 179/8 чел. - 1926 год — 198 чел. |